# Чирах-кала
Чирах-кала (азерб. Çıraq-qala — башта-світильник або фортеця-світильник) — історична та архітектурна пам'ятка в Шабранському районі Азербайджану, приблизно за 20-25 км на південь від міста Шабран поблизу селища Гала-алти, на висоті 1232 метри над рівнем моря, цитадель Гільгільчайської оборонної стіни на південно-східному схилі Великого Кавказького хребта. Включено урядом Азербайджану до списку архітектурних пам'яток світового значення . У 2019 році за розпорядженням президента Азербайджанської Республіки територія «Чираггала» та місто Шабран було оголошено Державним історико-культурним заповідником.

## Історія фортеці
Фортеця була споруджена у VI столітті нашої ери. За припущеннями фахівців була дозорно-оглядовою спорудою. Її розташування дозволяє оглядати велику територію і попереджати про загрозу за допомогою вогнів, що запалювали на вежах. Найімовірніше саме це і стало приводом для її назви: «Чираггала — Фортеця-світильник».
Разом із Бакінською та Дербентською фортецями входила в найпотужнішу систему прикаспійських оборонних споруд, була основним елементом Гільгільчайської оборонної стіни. Виконувала оборонну функцію до 18 століття. За останні 200 років практично зруйнована.
Частково фортеця була вивчена у 1931, 1963-64 та 1980 роках. У середині XX століття верхня частина фортеці була реставрована.

## Архітектура та план
У плані фортеця є неправильним прямокутником. На північному сході до неї примикають глибокі урвища. Під час будівництва рельєф місцевості використано максимально.
Стіни та вежі побудовані з необтесаних прямокутних каменів різного розміру і грубо оброблених невеликих кам'яних блоків. У кладці наявні також обпалені цеглини пізнього часу. Складається фортеця з однієї головної вежі та 16 інших веж. Усі вежі фортеці, крім головної вежі з частиною, що примикає до неї, не збереглися в первозданному вигляді, а лише частково. Між 2-ою, 3-ою та 4-ою вежами збереглася також стінна вежа.
Вежа фортеці дозволяє оглядати околиці на десятки кілометрів. Так, наприклад, із головної вежі можна ясно оглядати гору Бешбармаг. За припущеннями Халілова, тут свого часу міг бути постійний військовий гарнізон.
Силует, чергування рядів кам'яної та цегляної кладки та ребриста фактура роблять вежу фортеці Чирах-кала схожою на Дівочу вежу в Баку. Нижня частина фортеці відповідає деяким ранньосередньовічним пам'яткам Закавказзя та Середньої Азії.